# Алстагеуг
Алстагеуг (норв. Alstahaug) — комуна у фюльке Нурланн у Норвегії. Є складовою частиною регіону Гельгеланн. Адміністративний центр комуни — місто Саннесшеен з населенням 5711 осіб (79 % населення комуни). Усе населення комуни — 7208 осіб (134-е місце серед комун Норвегії), площа — 187 км² (336-е місце). Усі дані станом на 2009 рік.

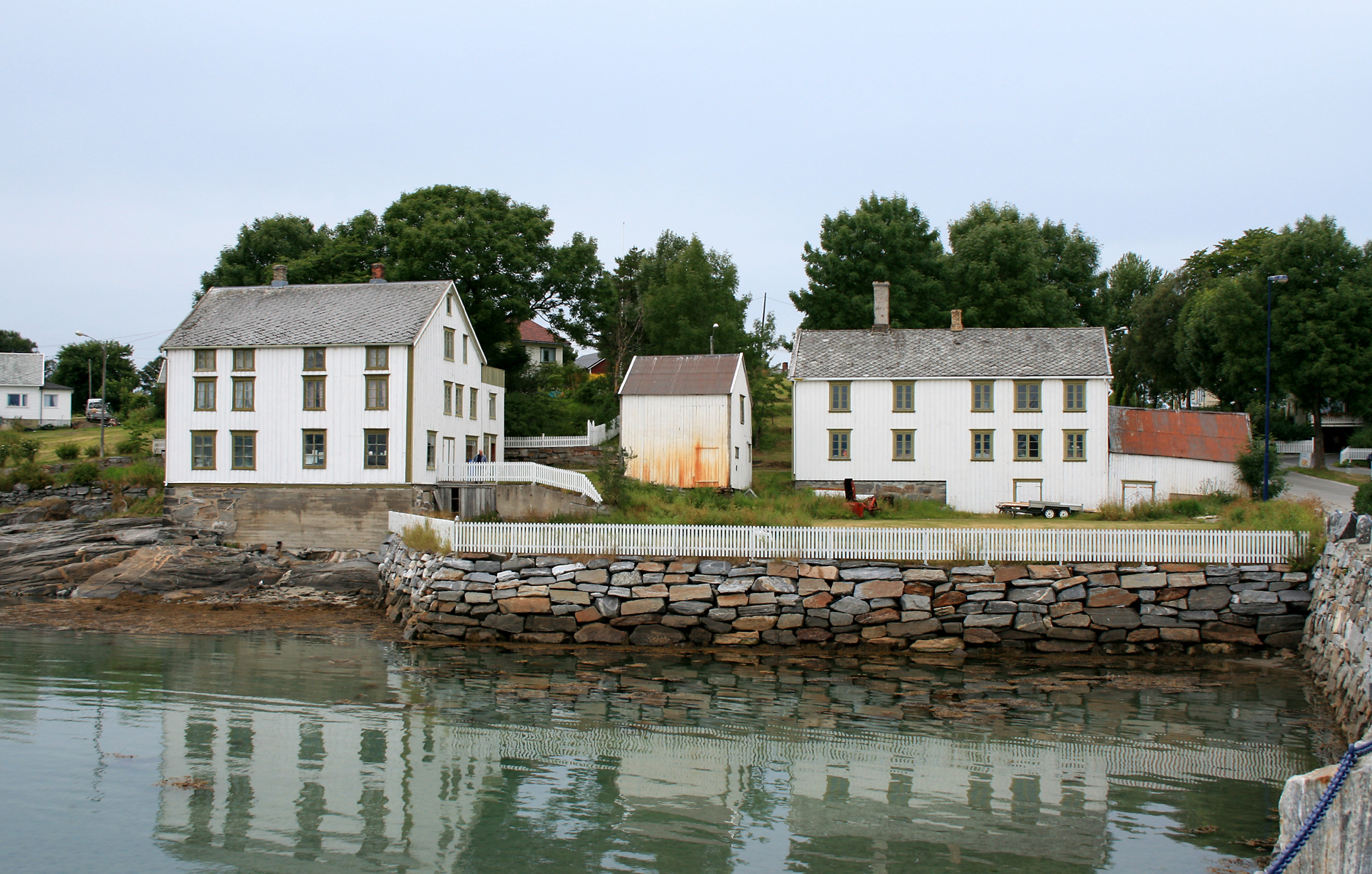
Древній історичний центр у Тьєтті

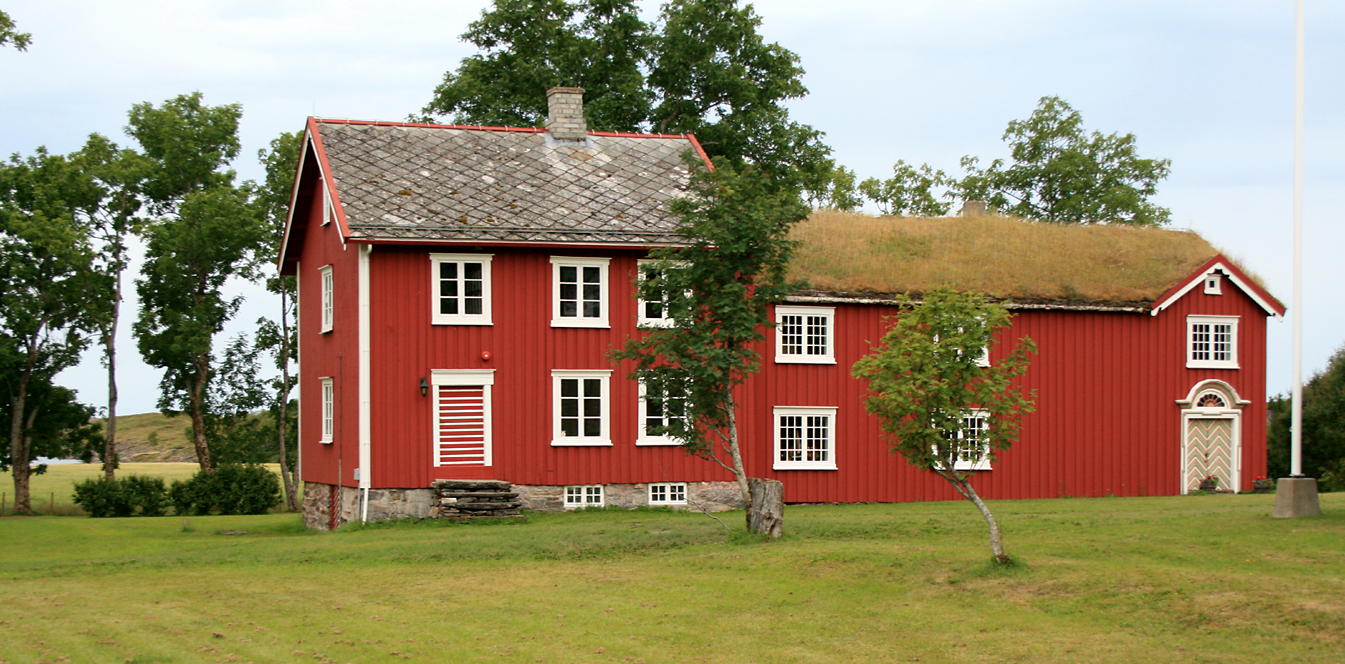
Старовинний будинок священника в Алстагеузі перебуває під захистом

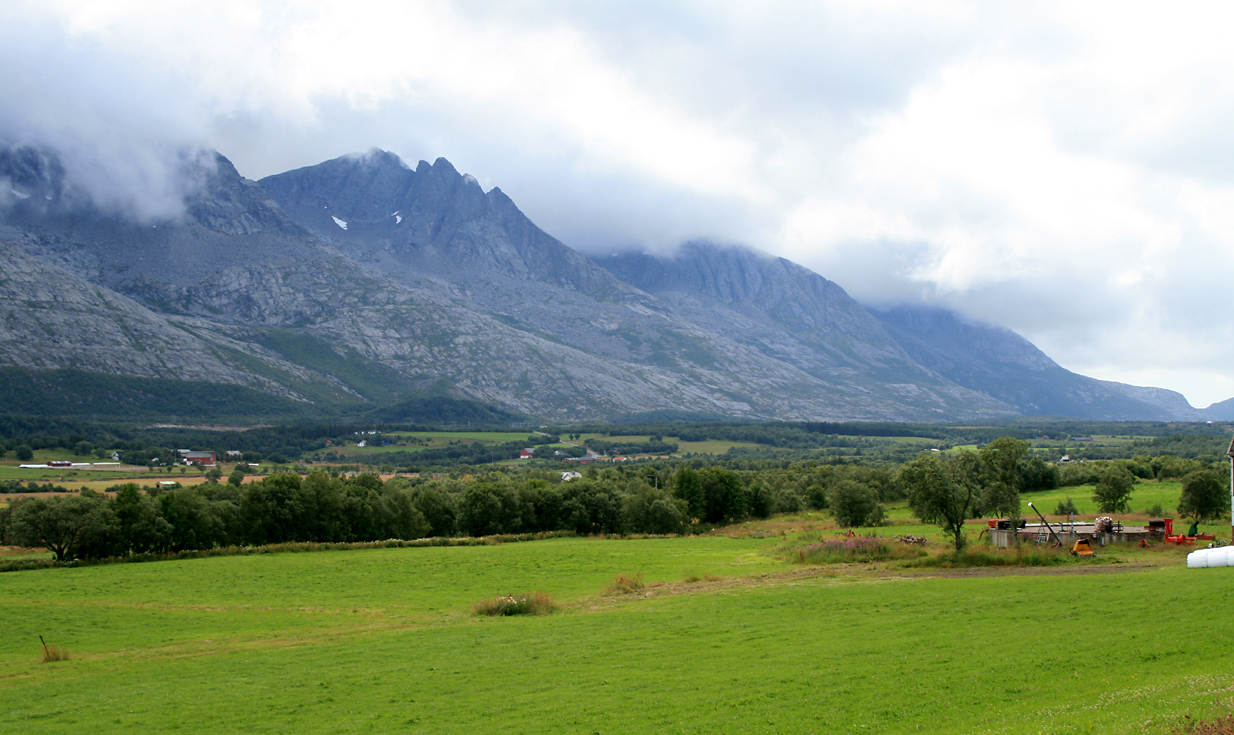
Острів Алстен із низовиною біля підніжжя хребта Сім сестер

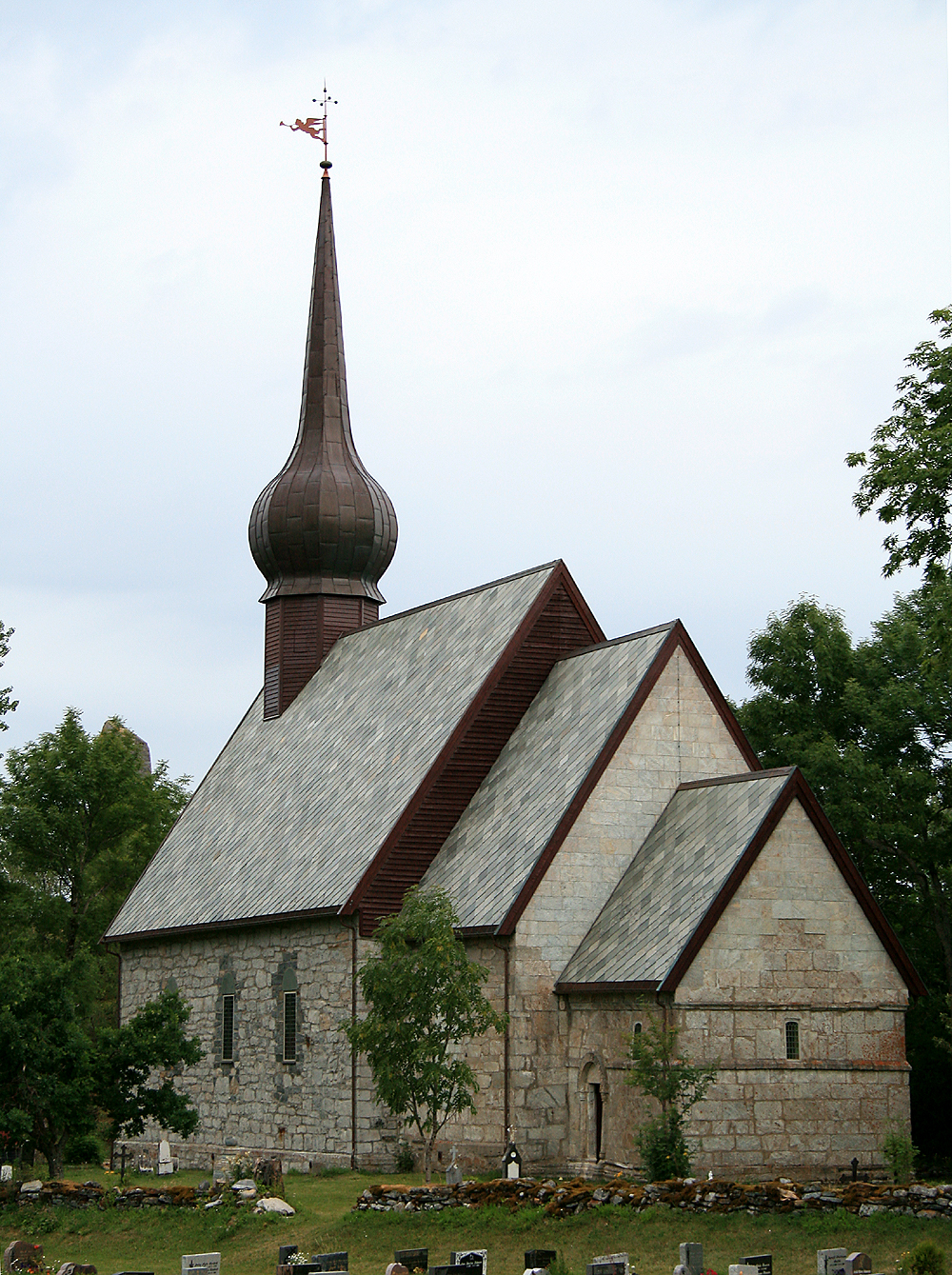
Середньовічна церква в Алстагеузі

Місто Саннесшеен розташоване на острові Алстен, особливістю якого є гірський хребет Семи сестер, названий так за місцевою легендою. Два сусідніх піки є сестрами-близнючками.
Острів сполучений із материком за допомогою моста Гельгеланн по маршруту Норвезької національної траси R17.

## Загальна інформація

### Назва
Комуна була названа на честь старої ферми Алстагеуг (старонорвезькою: Alastarhaugr), оскільки там була побудована перша церква. Перша частина — родовий відмінок назви острова Alöst (нині Алстен), закінчення — слово haugr, що означає пагорб або насип.

### Герб
У комуни сучасний герб, прийнятий 8 серпня 1986 року. На гербі зображено хребет Семи сестер і його відображення в чистих водах фіорду.

## Історія
Алстагеуг офіційно визнаний комуною 1 січня 1838 (див. formannskapsdistrikt). Пізніше від неї були відокремлені три комуни: Герей (Herøy, у 1862 році), Тьєтта (разом із Вевельстадом в 1862 році) і Саннесшеен (разом з Лейрфіордом в 1899 році). Однак Тьєтта і Саннесшеен були знову об'єднані з Алстагеугом 1 січня 1965. Територію Нурвіка передали від Алстагеуга комуні Герей в 1864 році. Материкова територія Алстагеуга перейшла в підпорядкування Вефсна в 1995 році.
В Алстагеузі збереглася середньовічна церква.

## Спостереження за птахами
Перебуваючи трохи південніше Полярного кола, у регіоні, який відомий як Зовнішній Гельгеланн, Алстагеуг має ідеальні умови для спостереження за птахами в їхньому природному середовищі існування. Одне з найкращих місць для спостереження за птахами — Тьєтта: тут є маленький заповідник Остьєнна.

## Клімат
Клімат комуни океанічний. Лютий завжди найхолодніший місяць, серпень — найтепліший. Жовтень такий теплий, як і травень. Середньорічний рівень опадів 1,510 мм у Саннесшеені і 1,020 мм у Тьєтті. Найвологіший період — із вересня по січень, коли випадає 150 мм опадів щомісяця, тоді як у травні-червні — 60-70 мм за місяць.